# Amorphophallus gliruroides
Amorphophallus gliruroides är en kallaväxtart som beskrevs av Adolf Engler. Amorphophallus gliruroides ingår i släktet Amorphophallus och familjen kallaväxter. Inga underarter finns listade.